# Supercopa de España 2008
La Supercopa de España 2008 è stata la venticinquesima edizione della Supercoppa di Spagna.
Si è svolta nell'agosto 2008 in gara di andata e ritorno tra il Real Madrid, vincitore della Primera División 2007-2008, e il Valencia, vincitore della Coppa del Re 2007-2008.
A conquistare il titolo è stato il Real Madrid che ha perso la gara di andata a Valencia per 3-2 e ha vinto quella di ritorno a Madrid per 4-2.

## Partecipanti
| Squadre     | Qualificazione                             | Partecipazioni precedenti (il grassetto indica la vittoria)     |
| ----------- | ------------------------------------------ | --------------------------------------------------------------- |
| Real Madrid | Vincitore della Primera División 2007-2008 | 10 (1982, 1988, 1989, 1990, 1993, 1995, 1997, 2001, 2003, 2007) |
| Valencia    | Vincitore della Coppa del Re 2007-2008     | 3 (1999, 2002, 2004)                                            |

## Tabellini

### Andata
| Arbitro: | Medina Cantalejo |

|                                |           |                        |
| Mata 55’ Villa 58’ Vicente 80’ | Marcatori | 13’ 67’ van Nistelrooy |

| Valencia | Real Madrid |

| Valencia:       |    |                    |     |     |
|                 |    |                    |     |     |
| P               | 1  | Timo Hildebrand    |     |     |
| D               | 23 | Miguel             |     |     |
| D               | 4  | Raúl Albiol        |     |     |
| D               | 20 | Alexis             |     |     |
| D               | 24 | Emiliano Moretti   |     |     |
| C               | 8  | Rubén Baraja (c)   |     | 74’ |
| C               | 6  | David Albelda      | 41’ |     |
| C               | 17 | Joaquín            |     | 64’ |
| C               | 21 | David Silva        |     |     |
| A               | 16 | Juan Manuel Mata   |     | 71’ |
| A               | 7  | David Villa        | 23’ |     |
| A disposizione: |    |                    |     |     |
| P               | 25 | Vicente Guaita     |     |     |
| D               | 15 | Iván Helguera      |     |     |
| C               | 11 | Pablo Hernández    |     | 64’ |
| C               | 12 | Manuel Fernandes   |     | 74’ |
| C               | 14 | Vicente            |     | 71’ |
| C               | 22 | Edu                |     |     |
| A               | 9  | Fernando Morientes |     |     |
| Allenatore:     |    |                    |     |     |
| Unai Emery      |    |                    |     |     |

| Real Madrid:    |    |                      |     |     |
|                 |    |                      |     |     |
| P               | 1  | Iker Casillas        |     |     |
| D               | 2  | Míchel Salgado       |     | 63’ |
| D               | 24 | Javi García          | 51’ |     |
| D               | 16 | Gabriel Heinze       |     |     |
| D               | 22 | Miguel Torres        |     |     |
| C               | 6  | Mahamadou Diarra     |     |     |
| C               | 18 | Rubén de la Red      |     |     |
| C               | 19 | Rafael van der Vaart |     |     |
| C               | 10 | Robinho              |     | 63’ |
| A               | 7  | Raúl (c)             |     | 74’ |
| A               | 17 | Ruud van Nistelrooy  |     |     |
| A disposizione: |    |                      |     |     |
| P               | 25 | Jerzy Dudek          |     |     |
| D               | 4  | Sergio Ramos         |     | 63’ |
| D               | 21 | Christoph Metzelder  |     |     |
| C               | 11 | Arjen Robben         |     | 63’ |
| C               | 14 | Guti                 |     | 74’ |
| A               | 9  | Javier Saviola       |     |     |
| A               | 20 | Gonzalo Higuaín      |     |     |
| Allenatore:     |    |                      |     |     |
| Bernd Schuster  |    |                      |     |     |

### Ritorno
| Arbitro: | Iturralde González |

|                                                               |           |                         |
| van Nistelrooy 49’ (rig.) Ramos 75’ de la Red 85’ Higuaín 88’ | Marcatori | 32’ Silva 89’ Morientes |

| Real Madrid | Valencia |

| Real Madrid:    |    |                      |          |     |
|                 |    |                      |          |     |
| P               | 1  | Iker Casillas        |          |     |
| D               | 4  | Sergio Ramos         |          |     |
| D               | 3  | Pepe                 |          |     |
| D               | 16 | Gabriel Heinze       | 72’      |     |
| D               | 22 | Miguel Torres        |          | 63’ |
| C               | 6  | Mahamadou Diarra     |          |     |
| C               | 14 | Guti                 |          | 78’ |
| C               | 19 | Rafael van der Vaart | 39’      |     |
| C               | 11 | Arjen Robben         |          |     |
| A               | 7  | Raúl (c)             |          | 80’ |
| A               | 17 | Ruud van Nistelrooy  | 53’, 72’ |     |
| A disposizione: |    |                      |          |     |
| P               | 25 | Jerzy Dudek          |          |     |
| D               | 12 | Marcelo              |          |     |
| D               | 24 | Javi García          |          |     |
| C               | 15 | Royston Drenthe      |          | 63’ |
| C               | 18 | Rubén de la Red      |          | 78’ |
| A               | 10 | Robinho              |          |     |
| A               | 20 | Gonzalo Higuaín      |          | 80’ |
| Allenatore:     |    |                      |          |     |
| Bernd Schuster  |    |                      |          |     |

| Valencia:       |    |                    |     |     |
|                 |    |                    |     |     |
| P               | 1  | Timo Hildebrand    |     |     |
| D               | 23 | Miguel             |     |     |
| D               | 4  | Raúl Albiol        | 48’ | 81’ |
| D               | 20 | Alexis             |     |     |
| D               | 24 | Emiliano Moretti   |     |     |
| C               | 8  | Rubén Baraja (c)   |     |     |
| C               | 6  | David Albelda      |     |     |
| C               | 17 | Joaquín            |     | 67’ |
| C               | 21 | David Silva        |     |     |
| A               | 16 | Juan Manuel Mata   |     | 59’ |
| A               | 7  | David Villa        |     |     |
| A disposizione: |    |                    |     |     |
| P               | 25 | Vicente Guaita     |     |     |
| D               | 15 | Iván Helguera      |     |     |
| C               | 11 | Pablo Hernández    |     | 67’ |
| C               | 12 | Manuel Fernandes   |     |     |
| C               | 14 | Vicente            |     | 59’ |
| C               | 22 | Edu                |     |     |
| A               | 9  | Fernando Morientes |     | 81’ |
| Allenatore:     |    |                    |     |     |
| Unai Emery      |    |                    |     |     |